# Веллфліт (Небраска)
Веллфліт (англ. Wellfleet) — селище (англ. village) в США, в окрузі Лінкольн штату Небраска. Населення — 72 особи (2020).

## Географія
Веллфліт розташований за координатами 40°45′14″ пн. ш. 100°43′55″ зх. д. / 40.75389° пн. ш. 100.73194° зх. д. (40.753912, -100.731818).  За даними Бюро перепису населення США в 2010 році селище мало площу 0,70 км², уся площа — суходіл.

## Демографія
Згідно з переписом 2010 року, у селищі мешкало 78 осіб у 30 домогосподарствах у складі 24 родин. Густота населення становила 111 особа/км².  Було 38 помешкань (54/км²).
Расовий склад населення:
| - 76,9 % — білих - 5,1 % — азіатів - 1,3 % — чорних або афроамериканців - 7,7 % — осіб інших рас |

До двох чи більше рас належало 9,0 %. Частка іспаномовних становила 10,3 % від усіх жителів.
За віковим діапазоном населення розподілялося таким чином: 25,6 % — особи молодші 18 років, 62,9 % — особи у віці 18—64 років, 11,5 % — особи у віці 65 років та старші. Медіана віку мешканця становила 50,5 року. На 100 осіб жіночої статі у селищі припадало 95,0 чоловіків;  на 100 жінок у віці від 18 років та старших — 93,3 чоловіків також старших 18 років.
Середній дохід на одне домашнє господарство  становив 39 683 долари США (медіана — 42 917), а середній дохід на одну сім'ю — 41 395 доларів (медіана — 38 250). За межею бідності перебувало 24,6 % осіб, у тому числі 50,0 % дітей у віці до 18 років та 20,0 % осіб у віці 65 років та старших.
Цивільне працевлаштоване населення становило 30 осіб. Основні галузі зайнятості: сільське господарство, лісництво, риболовля — 30,0 %, освіта, охорона здоров'я та соціальна допомога — 20,0 %, транспорт — 16,7 %, фінанси, страхування та нерухомість — 16,7 %.